# Senta Gèma e Martalhac
Senta Gèma e Martalhac (en francès Sainte-Gemme-Martaillac) és un municipi francès situat al departament d'Òlt i Garona i a la regió de la Nova Aquitània.

## Demografia
| 1962                                       | 1968 | 1975 | 1982 | 1990 | 1999 | 2007 |
| ------------------------------------------ | ---- | ---- | ---- | ---- | ---- | ---- |
| 342                                        | 359  | 292  | 280  | 308  | 279  | 310  |
| Des de 1962: població sense dobles comptes |      |      |      |      |      |      |

## Administració
| Període | Identitat    | Partit |
| ------- | ------------ | ------ |
| 2001-   | Michel Fabre |        |